# Eidmannella pachona
Eidmannella pachona är en spindelart som beskrevs av Willis J. Gertsch 1984. Eidmannella pachona ingår i släktet Eidmannella och familjen grottspindlar. Inga underarter finns listade i Catalogue of Life.